# Museo Júlio de Castilhos
El Museo Júlio de Castilhos es el museo más antiguo de Río Grande del Sur, inaugurado como homenaje al periodista y político Júlio de Castilhos, dos veces presidente de Río Grande del Sur. Está instalado en dos antiguas casonas de Porto Alegre, ubicadas en la rúa Duque de Caxias 1231 y 1205, en el Centro (Porto Alegre).
Permanece abierto a los visitantes de martes a viernes, desde las 10 de la mañana hasta las cinco de la tarde, sin costo.

## Historia

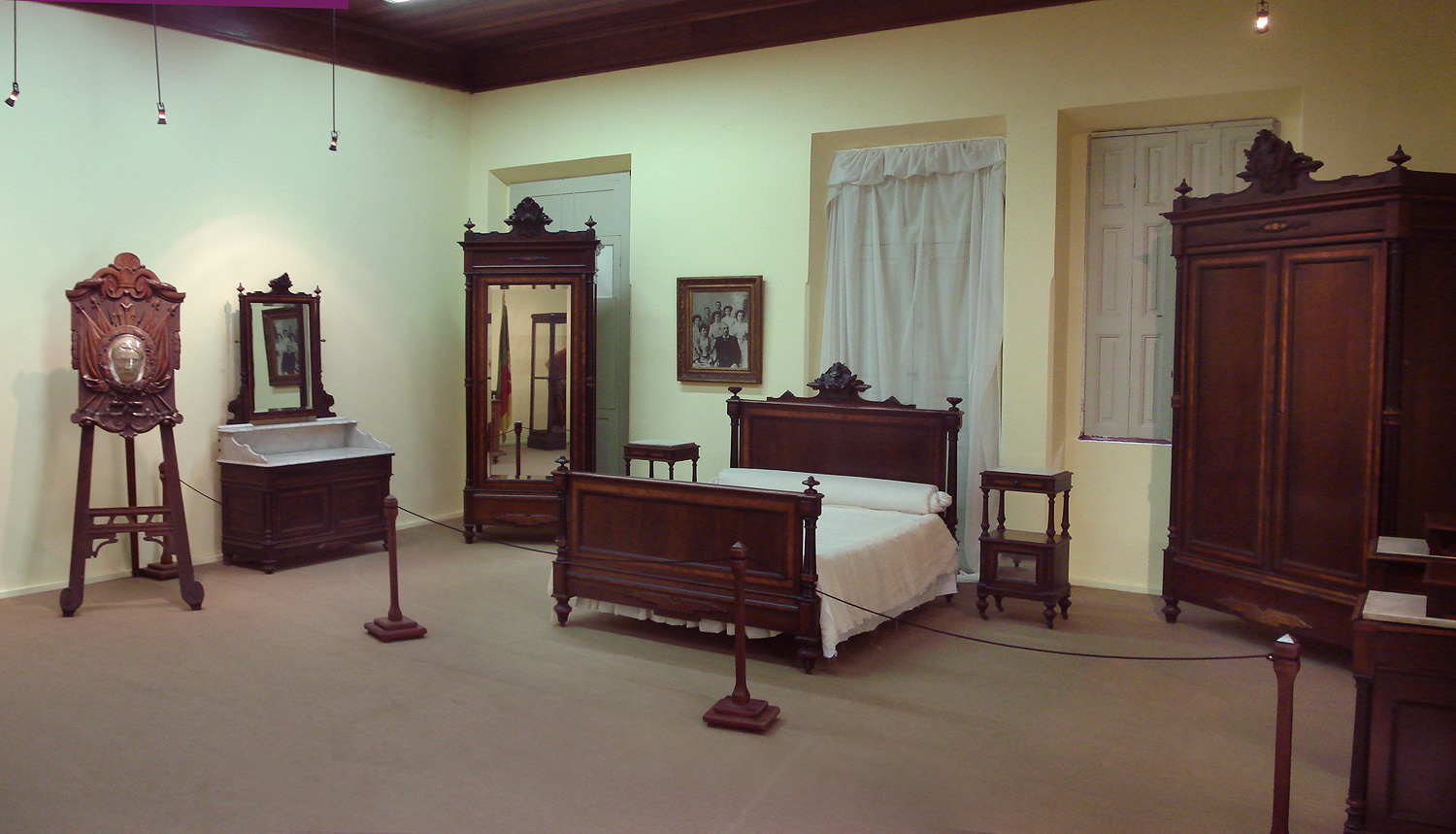
Reconstrucción del antiguo dormitorio de Júlio de Castilhos

El edificio principal que ocupa actualmente el museo, el número 1231, es un modelo destacado de residencia urbana aristocrática del siglo XIX. Fue construido en 1887, con un proyecto del coronel Catão Augusto dos Santos Roxo, héroe de la Guerra del Paraguay, para ser su residencia. En 1897, se abrió una suscripción entre los miembros del Partido Republicano Riograndense para adquirirlo como residencia de su presidente, Júlio de Castilhos, expresidente del estado, quien llegó a ocuparlo, con su esposa Honorina y sus seis hijos, entre 1898 y 1903.
Tras la muerte de su viuda, en 1905, el edificio fue comprado por el gobierno estatal y la colección del museo fue trasladada allí. Se conservó una habitación en su memoria, reconstituyendo el antiguo dormitorio de la pareja y su oficina.
En 1909 la casa fue renovada para adecuarla a las actividades del museo. En 1925 se construyeron dos salas en el piso superior, y entre 1968 y 1973 se realizaron obras en el techo, piso y en las redes hidráulicas y eléctricas, siendo reabierto a tiempo para celebrar su 70 aniversario.
En 1980, el gobierno adquirió la casa vecina, construida entre 1917 y 1918, para ampliar los espacios expositivos del museo. Las reformas de adaptación finalizaron en 1996. La casa anexa fue el hogar de otro exgobernador del estado, Borges de Medeiros, seguidor de Júlio de Castilhos. Al año siguiente, la casa principal se sometió a una nueva restauración. Ambos edificios fueron catalogados Patrimonio del Estado en 1982. En 2007 se realizaron otras obras de mantenimiento de su estructura, revitalización de sus espacios internos y reordenación de la museografía.

### Colección
La colección del museo tiene como objetivo la conservación y difusión de materiales de diversas épocas y lugares importantes de la historia de Río Grande del Sur, compartir el conocimiento y posibilitar la formación de miradas críticas sobre la historia local. Las más de diez mil piezas, catalogadas por el Instituto do Patrimonio Histórico e Artístico Nacional (IPHAN), se agrupan en una amplia variedad de categorías, como iconografía, armería, documentos, filatelia, heráldica, elementos de culturas indígenas , indumentaria, instrumentos musicales., herramientas de trabajo, máquinas, medallas, piezas de arte misionero, muebles, monedas, objetos decorativos, artículos personales, objetos vinculados a la Revolución Farroupilha y la Guerra del Paraguay y sigilografía.